# EXPERT

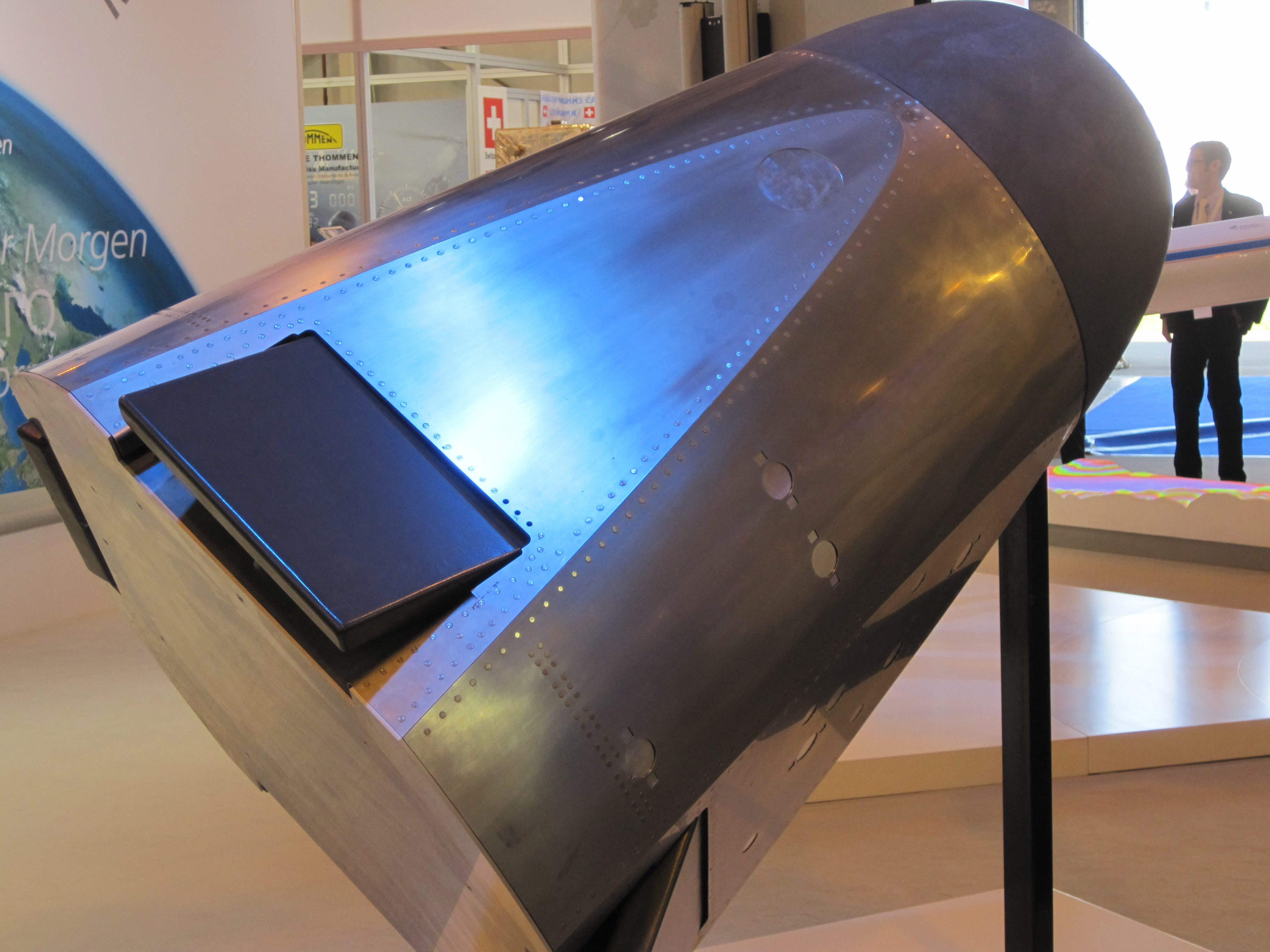
EXPERT

EXPERT (European eXPErimental Re-entry Test-bed) は、欧州宇宙機関 (ESA) によって計画中の大気圏再突入実験機。再突入時の空気熱力学的データを収集し、数値シミュレートおよび風洞試験結果と比較することでその信頼性を検証する。EXPERTで確認された複合耐熱設計と空力制御技術は、次のステップであるIXV再突入試験機に使用され、将来的に構想されるスペースプレーンの基礎となる。

## 概要
EXPERT再突入体は4枚の空力フラップをもつ全長1.6 mの円錐形で重量は436 kgである。先端部分の丸みを帯びたノーズキャップとフラップは耐熱セラミック複合材で、機体本体にはオランダのダッチ・スペース社が開発した金属熱防護システム (Thermal Protection System) が使用される。
ノーズキャップと本体金属部間は熱膨張差が大きいので設計の際は乱流に気をつける必要があった。
ノーズキャップ部は水冷却の検討もされた。
開発に投じられた予算は6400万ドル。主契約企業はタレス・アレーニア・スペース。
当初はSLBMを転用したロシアのヴォルナロケットによって打ち上げられる計画であった。東太平洋上の潜水艦から発射し、高度120 kmに達する約10分の弾道飛行の後、再突入角度5.5度、秒速5 km (マッハ14) で大気圏に突入して、カムチャッカ半島のクラ射爆場にパラシュート降下する飛行プランが立てられたが、2012年にロシア側がヴォルナによる商用打ち上げの中止を決定したため、EXPERTの打ち上げ手段と日程は現在白紙に戻されている。